# استان سن مارتین
استان سن مارتین (به اسپانیایی: Provincia de San Martín) یک منطقهٔ مسکونی در پرو است که در منطقه سن مارتین واقع شده‌است.
 استان سن مارتین ۵٬۶۳۹٫۸۲ کیلومتر مربع مساحت و ۱۹۳٬۰۹۵ نفر جمعیت دارد.